# 수퍼히어로 서바이벌
《수퍼히어로 서바이벌》은 2006년에 미국에서 방송된 히어로 캐릭터 발굴 프로그램이다.